# Paula Hriscu
Paula Hriscu (* 3. März 1993 in Brad) ist eine rumänische Sängerin und Schauspielerin.

## Ausbildung und Karriere
Hriscu wuchs in einer musikalischen Familie in Zalău auf. Ihre Eltern, selbst Musiker, förderten ihr Talent und gaben ihr die Möglichkeit, an verschiedenen lokalen Musikveranstaltungen teilzunehmen. Paula Hriscu erlitt im Alter von 22 Jahren eine lebensgefährliche Lungenembolie. Hriscu erhielt ihre Gesangsausbildung an der Școala Populară de Artă und der Academia Națională Gheorghe Dima. Ihr Durchbruch kam, als sie an mehreren Musikwettbewerben teilnahm und die Aufmerksamkeit von Produzenten und Plattenfirmen auf sich zog. Ihr Repertoire umfasst eine breite Palette von Musikstilen, von traditioneller rumänischer Volksmusik bis zu modernen Pop-Songs. Sie gab ihr Filmdebüt 2024 in einer Rolle im rumänischen Doku-Dramas „Avram Iancu – Împotriva imperiului“.

## Diskografie (Auswahl)

### Alben
- 2023: Sub o Salcie Pletoasă
- 2021: Legănă

### Singles
- 2017: Pe deal, pe la noi la Bârgău
- 2019: Frunzuliță verde măr
- 2021: Hai, hai cu trăsioara